# Finale FA Cup 1997
De finale van de FA Cup van het seizoen 1996/97 werd gehouden op 17 mei 1997. Chelsea, dat onder leiding stond van de Nederlandse coach Ruud Gullit, nam het op tegen het Middlesbrough van coach Bryan Robson. De Londenaars wonnen met 2-0 en veroverden zo, 27 jaar na hun laatste beker, voor de tweede keer de FA Cup.

## Finale

### Wedstrijd
|                         |                         |       |               |                                                                                       |
| 17 mei 1997 15:00 UTC+1 | Chelsea                 | 2 – 0 | Middlesbrough | Wembley Stadium, Londen Toeschouwers: 79.160 Scheidsrechter: Stephen Lodge (Engeland) |
| 17 mei 1997 15:00 UTC+1 | Di Matteo 1' Newton 83' |       |               | Wembley Stadium, Londen Toeschouwers: 79.160 Scheidsrechter: Stephen Lodge (Engeland) |

| Chelsea | Middlesbrough |

| Chelsea:       |    |                   |     |
|                |    |                   |     |
| GK             | 1  | Frode Grodås      |     |
| RWB            | 2  | Dan Petrescu      |     |
| CB             | 6  | Steve Clarke      |     |
| CB             | 5  | Frank Lebœuf      |     |
| CB             | 20 | Frank Sinclair    |     |
| LWB            | 17 | Scott Minto       |     |
| CM             | 11 | Dennis Wise       |     |
| CM             | 16 | Roberto Di Matteo |     |
| CM             | 24 | Eddie Newton      |     |
| CF             | 10 | Mark Hughes       |     |
| CF             | 25 | Gianfranco Zola   | 89' |
| Wisselspelers: |    |                   |     |
| FW             | 9  | Gianluca Vialli   | 89' |
| Speler-coach:  |    |                   |     |
| Ruud Gullit    |    |                   |     |

| Middlesbrough: |    |                    |            |
|                |    |                    |            |
| GK             | 13 | Ben Roberts        |            |
| RB             | 38 | Curtis Fleming     |            |
| CB             | 16 | Nigel Pearson      |            |
| CB             | 34 | Gianluca Festa     | Kreeg geel |
| LB             | 4  | Clayton Blackmore  |            |
| RM             | 7  | Juninho            |            |
| CM             | 12 | Robbie Mustoe      | 29'        |
| CM             | 14 | Emerson            |            |
| LM             | 11 | Phil Stamp         |            |
| CF             | 24 | Fabrizio Ravanelli | 24'        |
| CF             | 9  | Craig Hignett      | 74'        |
| Wisselspelers: |    |                    |            |
| DF             | 4  | Steve Vickers      | 29'        |
| DF             | 7  | Vladimír Kinder    | 74'        |
| FW             | 9  | Mikkel Beck        | 24'        |
| Coach:         |    |                    |            |
| Bryan Robson   |    |                    |            |